# Боди, Доминик
Доминик Боди (фр. Dominique Baudis) — политический деятель Франции. Занимал должность мэра Тулузы, а затем работал омбудсменом Франции.

## Биография
Родился 14 апреля 1947 года во французском городе Париж. Окончил среднюю школу Le Caousou в Тулузе, а затем поступил в Институт политических исследований в Париже. В 1968 году окончил Институт политических исследований, после чего стал работать журналистом на канале TF1. Затем проживал в Ливане, где работал зарубежным корреспондентом TF1. В 1975 году в Ливане началась гражданская война и Доминик Боди вернулся во Францию. В 1983 году был избран мэром Тулузы, сменив на этом посту своего отца Пьера Боди. В 2001 году оставил пост мэра и стал депутатом Национального собрания Франции от Верхней Гаронны. С 14 июля 2009 по 22 июня 2011 года был депутатом Европейского парламента. 22 июня 2011 года занял должность омбудсмена Франции. На этой должности он проработал до 10 апреля 2014 года, когда скончался от ракового заболевания.

## Скандал
В феврале 2003 года Доминик Боди стал одним из участников сексуального скандала, после того как несколько проституток дали против него показания в жандармерии. По их словам, Доминик Боди встречался с серийным убийцей Патрисом Алегре в одном из отелей Тулузы, где они устраивали садомазохистские оргии. Одна из проституток утверждала, что Доминик Боди несколько часов пытал её, оставив на теле жертвы шрамы. Также она заявила, что Доминик Боди имел гомосексуальную связь с Патрисом Алегре, а также крышевал его незаконный бизнес. Сам Доминик Боди категорически опровергал подобные обвинения, заявив, что это всё происки злопыхателей.